# Rivière Ditton Est
Rivière Ditton Est är ett vattendrag i Kanada.   Det ligger i provinsen Québec, i den sydöstra delen av landet, 400 km öster om huvudstaden Ottawa.
I omgivningarna runt Rivière Ditton Est växer i huvudsak blandskog. Runt Rivière Ditton Est är det mycket glesbefolkat, med 2 invånare per kvadratkilometer.